# 德內亞薩鄉
44°09′N 24°34′E / 44.150°N 24.567°E
德內亞薩鄉（羅馬尼亞語：Comuna Dăneasa, Olt），是羅馬尼亞的鄉份，位於該國南部，由奧爾特縣負責管轄，面積57平方公里，海拔高度63米，2007年人口3,685，人口密度每平方公里64人。